# Llista d'especialitats 33 de la Nomenclatura de la UNESCO
Llista d'especialitats del camp 33 (Ciències tecnològiques) de la Nomenclatura de la UNESCO:
| Disciplina                                                                  | Codi    | Especialitat                                                            |
| --------------------------------------------------------------------------- | ------- | ----------------------------------------------------------------------- |
| 3301 Enginyeria aeronàutica                                                 | 3301.01 | Aerodinàmica                                                            |
| 3301 Enginyeria aeronàutica                                                 | 3301.02 | Càrregues aerodinàmiques                                                |
| 3301 Enginyeria aeronàutica                                                 | 3301.03 | Teoria de l'aerodinàmica                                                |
| 3301 Enginyeria aeronàutica                                                 | 3301.04 | Aeronaus                                                                |
| 3301 Enginyeria aeronàutica                                                 | 3301.05 | Combustibles per aeronaus, combustió                                    |
| 3301 Enginyeria aeronàutica                                                 | 3301.06 | Estructures d'aeronaus                                                  |
| 3301 Enginyeria aeronàutica                                                 | 3301.07 | Aerolliscadors (vegeu 3319.01)                                          |
| 3301 Enginyeria aeronàutica                                                 | 3301.08 | Aeroports i transport aeri (vegeu 3305.02)                              |
| 3301 Enginyeria aeronàutica                                                 | 3301.09 | Compressors i turbines                                                  |
| 3301 Enginyeria aeronàutica                                                 | 3301.10 | Proves de vol i investigació                                            |
| 3301 Enginyeria aeronàutica                                                 | 3301.11 | Flutter (aleteig) i vibracions (vegeu 2201.11)                          |
| 3301 Enginyeria aeronàutica                                                 | 3301.12 | Hidrodinàmica                                                           |
| 3301 Enginyeria aeronàutica                                                 | 3301.13 | Instrumentació d'aviació                                                |
| 3301 Enginyeria aeronàutica                                                 | 3301.14 | Càrregues d'aterratge (sobre les ales)                                  |
| 3301 Enginyeria aeronàutica                                                 | 3301.15 | Sistemes de propulsió                                                   |
| 3301 Enginyeria aeronàutica                                                 | 3301.16 | Materials dels sistemes de propulsió                                    |
| 3301 Enginyeria aeronàutica                                                 | 3301.17 | Ales rotatòries                                                         |
| 3301 Enginyeria aeronàutica                                                 | 3301.18 | Estabilitat i control                                                   |
| 3301 Enginyeria aeronàutica                                                 | 3301.99 | Altres (especifiqueu)                                                   |
| 3302 Biotecnologia (vegeu 3309)                                             | 3302.01 | Tecnologies dels antibiòtics (vegeu 2414.01)                            |
| 3302 Biotecnologia (vegeu 3309)                                             | 3302.02 | Tecnologies de la fermentació (vegeu 3309.01, 3309.05 i 3309.29)        |
| 3302 Biotecnologia (vegeu 3309)                                             | 3302.03 | Microbiologia industrial (vegeu 2414 i 2302.20)                         |
| 3302 Biotecnologia (vegeu 3309)                                             | 3302.99 | Altres (especifiqueu)                                                   |
| 3303 Enginyeria química (vegeu 2303, 2304 i 2306)                           | 3303.01 | Tecnologia de la catàlisi                                               |
| 3303 Enginyeria química (vegeu 2303, 2304 i 2306)                           | 3303.02 | Economia química                                                        |
| 3303 Enginyeria química (vegeu 2303, 2304 i 2306)                           | 3303.03 | Processos químics                                                       |
| 3303 Enginyeria química (vegeu 2303, 2304 i 2306)                           | 3303.04 | Separació química                                                       |
| 3303 Enginyeria química (vegeu 2303, 2304 i 2306)                           | 3303.05 | Síntesi química                                                         |
| 3303 Enginyeria química (vegeu 2303, 2304 i 2306)                           | 3303.06 | Tecnologia de la combustió (vegeu 2210.11)                              |
| 3303 Enginyeria química (vegeu 2303, 2304 i 2306)                           | 3303.07 | Tecnologia de la corrosió (vegeu 3303.13)                               |
| 3303 Enginyeria química (vegeu 2303, 2304 i 2306)                           | 3303.08 | Desinonització (vegeu 3328.06)                                          |
| 3303 Enginyeria química (vegeu 2303, 2304 i 2306)                           | 3303.09 | Operacions electroquímiques (vegeu 2210.05)                             |
| 3303 Enginyeria química (vegeu 2303, 2304 i 2306)                           | 3303.10 | Recobriment per electròlisi                                             |
| 3303 Enginyeria química (vegeu 2303, 2304 i 2306)                           | 3303.11 | Química industrial                                                      |
| 3303 Enginyeria química (vegeu 2303, 2304 i 2306)                           | 3303.12 | Processos de química nuclear                                            |
| 3303 Enginyeria química (vegeu 2303, 2304 i 2306)                           | 3303.13 | Tecnologia de la protecció (vegeu 3303.07)                              |
| 3303 Enginyeria química (vegeu 2303, 2304 i 2306)                           | 3303.14 | Recobriments protectors                                                 |
| 3303 Enginyeria química (vegeu 2303, 2304 i 2306)                           | 3303.15 | Recobriments refractaris                                                |
| 3303 Enginyeria química (vegeu 2303, 2304 i 2306)                           | 3303.16 | Recobriments hidròfobs                                                  |
| 3303 Enginyeria química (vegeu 2303, 2304 i 2306)                           | 3303.99 | Altres (especifiqueu)                                                   |
| 3304 Tecnologia dels ordinadors (vegeu 1203)                                | 3304.01 | Ordinadors analògics                                                    |
| 3304 Tecnologia dels ordinadors (vegeu 1203)                                | 3304.02 | Conversors analògic-digitals                                            |
| 3304 Tecnologia dels ordinadors (vegeu 1203)                                | 3304.03 | Instruccions aritmètiques i de màquina                                  |
| 3304 Tecnologia dels ordinadors (vegeu 1203)                                | 3304.04 | Unitats centrals de processament                                        |
| 3304 Tecnologia dels ordinadors (vegeu 1203)                                | 3304.05 | Sistemes de reconeixement de caràcters                                  |
| 3304 Tecnologia dels ordinadors (vegeu 1203)                                | 3304.06 | Arquitectura d'ordinadors (vegeu 1203.09)                               |
| 3304 Tecnologia dels ordinadors (vegeu 1203)                                | 3304.07 | Perifèrics d'ordinadors                                                 |
| 3304 Tecnologia dels ordinadors (vegeu 1203)                                | 3304.08 | Fiabilitat dels ordinadors                                              |
| 3304 Tecnologia dels ordinadors (vegeu 1203)                                | 3304.09 | Usabilitat dels ordinadors                                              |
| 3304 Tecnologia dels ordinadors (vegeu 1203)                                | 3304.10 | Terminals, dispositius de visualització gràfica i plòters               |
| 3304 Tecnologia dels ordinadors (vegeu 1203)                                | 3304.11 | Disseny de sistemes de computació                                       |
| 3304 Tecnologia dels ordinadors (vegeu 1203)                                | 3304.12 | Dispositius de control                                                  |
| 3304 Tecnologia dels ordinadors (vegeu 1203)                                | 3304.13 | Dispositius de transmissió de dades                                     |
| 3304 Tecnologia dels ordinadors (vegeu 1203)                                | 3304.14 | Ordinadors digitals                                                     |
| 3304 Tecnologia dels ordinadors (vegeu 1203)                                | 3304.15 | Ordinadors híbrids                                                      |
| 3304 Tecnologia dels ordinadors (vegeu 1203)                                | 3304.16 | Disseny lògic                                                           |
| 3304 Tecnologia dels ordinadors (vegeu 1203)                                | 3304.17 | Sistemes en temps real                                                  |
| 3304 Tecnologia dels ordinadors (vegeu 1203)                                | 3304.18 | Dispositius d'emmagatzemament                                           |
| 3304 Tecnologia dels ordinadors (vegeu 1203)                                | 3304.99 | Altres (especifiqueu)                                                   |
| 3305 Tecnologia de la construcció (vegeu 3312, 3313.04 i 5312)              | 3305.01 | Disseny arquitectònic (vegeu 6201.01)                                   |
| 3305 Tecnologia de la construcció (vegeu 3312, 3313.04 i 5312)              | 3305.02 | Construcció d'aeroports (vegeu 3301.08)                                 |
| 3305 Tecnologia de la construcció (vegeu 3312, 3313.04 i 5312)              | 3305.03 | Grans edificis i gratacels                                              |
| 3305 Tecnologia de la construcció (vegeu 3312, 3313.04 i 5312)              | 3305.04 | Ponts                                                                   |
| 3305 Tecnologia de la construcció (vegeu 3312, 3313.04 i 5312)              | 3305.05 | Tecnologia del formigó                                                  |
| 3305 Tecnologia de la construcció (vegeu 3312, 3313.04 i 5312)              | 3305.06 | Enginyeria civil                                                        |
| 3305 Tecnologia de la construcció (vegeu 3312, 3313.04 i 5312)              | 3305.07 | Preses                                                                  |
| 3305 Tecnologia de la construcció (vegeu 3312, 3313.04 i 5312)              | 3305.08 | Drenatge (vegeu 3102.02)                                                |
| 3305 Tecnologia de la construcció (vegeu 3312, 3313.04 i 5312)              | 3305.09 | Excavacions                                                             |
| 3305 Tecnologia de la construcció (vegeu 3312, 3313.04 i 5312)              | 3305.10 | Fonaments                                                               |
| 3305 Tecnologia de la construcció (vegeu 3312, 3313.04 i 5312)              | 3305.11 | Ports                                                                   |
| 3305 Tecnologia de la construcció (vegeu 3312, 3313.04 i 5312)              | 3305.12 | Construccions pesades                                                   |
| 3305 Tecnologia de la construcció (vegeu 3312, 3313.04 i 5312)              | 3305.13 | Autopistes (vegeu 3305.29 i 3317.10)                                    |
| 3305 Tecnologia de la construcció (vegeu 3312, 3313.04 i 5312)              | 3305.14 | Habitatges                                                              |
| 3305 Tecnologia de la construcció (vegeu 3312, 3313.04 i 5312)              | 3305.15 | Enginyeria hidràulica (vegeu 3313.11)                                   |
| 3305 Tecnologia de la construcció (vegeu 3312, 3313.04 i 5312)              | 3305.16 | Sistemes hiperestàtics                                                  |
| 3305 Tecnologia de la construcció (vegeu 3312, 3313.04 i 5312)              | 3305.17 | Edificis industrials i comercials                                       |
| 3305 Tecnologia de la construcció (vegeu 3312, 3313.04 i 5312)              | 3305.18 | Canals interiors                                                        |
| 3305 Tecnologia de la construcció (vegeu 3312, 3313.04 i 5312)              | 3305.19 | Irrigació (vegeu 3102.05)                                               |
| 3305 Tecnologia de la construcció (vegeu 3312, 3313.04 i 5312)              | 3305.20 | Construccions lleugeres                                                 |
| 3305 Tecnologia de la construcció (vegeu 3312, 3313.04 i 5312)              | 3305.21 | Construccions metàl·liques                                              |
| 3305 Tecnologia de la construcció (vegeu 3312, 3313.04 i 5312)              | 3305.22 | Metrologia de les edificacions                                          |
| 3305 Tecnologia de la construcció (vegeu 3312, 3313.04 i 5312)              | 3305.23 | Organització d'obres                                                    |
| 3305 Tecnologia de la construcció (vegeu 3312, 3313.04 i 5312)              | 3305.24 | Construccions prefabricades                                             |
| 3305 Tecnologia de la construcció (vegeu 3312, 3313.04 i 5312)              | 3305.25 | Formigó pretesat                                                        |
| 3305 Tecnologia de la construcció (vegeu 3312, 3313.04 i 5312)              | 3305.26 | Edificis públics                                                        |
| 3305 Tecnologia de la construcció (vegeu 3312, 3313.04 i 5312)              | 3305.27 | Construcció de vies ferroviàries (vegeu 3323)                           |
| 3305 Tecnologia de la construcció (vegeu 3312, 3313.04 i 5312)              | 3305.28 | Regulacions, codis i especificacions (vegeu 3329.01)                    |
| 3305 Tecnologia de la construcció (vegeu 3312, 3313.04 i 5312)              | 3305.29 | Construcció de carreteres (vegeu 3317.10)                               |
| 3305 Tecnologia de la construcció (vegeu 3312, 3313.04 i 5312)              | 3305.30 | Clavegueram i depuració d'aigües (vegeu 3308.09, 3308.10 i 3308.11)     |
| 3305 Tecnologia de la construcció (vegeu 3312, 3313.04 i 5312)              | 3305.31 | Mecànica del sòl (construcció)                                          |
| 3305 Tecnologia de la construcció (vegeu 3312, 3313.04 i 5312)              | 3305.32 | Enginyeria d'estructures                                                |
| 3305 Tecnologia de la construcció (vegeu 3312, 3313.04 i 5312)              | 3305.33 | Resistència d'estructures                                               |
| 3305 Tecnologia de la construcció (vegeu 3312, 3313.04 i 5312)              | 3305.34 | Topografia de les edificacions                                          |
| 3305 Tecnologia de la construcció (vegeu 3312, 3313.04 i 5312)              | 3305.35 | Túnels                                                                  |
| 3305 Tecnologia de la construcció (vegeu 3312, 3313.04 i 5312)              | 3305.36 | Obres subterrànies (vegeu 3313.11)                                      |
| 3305 Tecnologia de la construcció (vegeu 3312, 3313.04 i 5312)              | 3305.37 | Planificació urbana (vegeu 6201.03)                                     |
| 3305 Tecnologia de la construcció (vegeu 3312, 3313.04 i 5312)              | 3305.38 | Abastament d'aigua                                                      |
| 3305 Tecnologia de la construcció (vegeu 3312, 3313.04 i 5312)              | 3305.39 | Construccions de fusta (vegeu 3312.13)                                  |
| 3305 Tecnologia de la construcció (vegeu 3312, 3313.04 i 5312)              | 3305.99 | Altres (especifiqueu)                                                   |
| 3206 Enginyeria elèctrica                                                   | 3206.01 | Utilització del corrent continu                                         |
| 3206 Enginyeria elèctrica                                                   | 3306.02 | Aplicacions de l'electricitat                                           |
| 3206 Enginyeria elèctrica                                                   | 3306.03 | Motors elèctrics                                                        |
| 3206 Enginyeria elèctrica                                                   | 3306.04 | Il·luminació elèctrica (vegeu 2209.08)                                  |
| 3206 Enginyeria elèctrica                                                   | 3306.05 | Conductors aïllats                                                      |
| 3206 Enginyeria elèctrica                                                   | 3306.06 | Fabricació d'equips elèctrics                                           |
| 3206 Enginyeria elèctrica                                                   | 3306.07 | Maquinària rotatòria                                                    |
| 3206 Enginyeria elèctrica                                                   | 3306.08 | Interruptors                                                            |
| 3206 Enginyeria elèctrica                                                   | 3306.09 | Transmissió i distribució                                               |
| 3206 Enginyeria elèctrica                                                   | 3306.99 | Altres (especifiqueu)                                                   |
| 3307 Tecnologia electrònica (vegeu 2202, 2203. 3311.07 i 3325)              | 3307.01 | Antenes (vegeu 2105.01)                                                 |
| 3307 Tecnologia electrònica (vegeu 2202, 2203. 3311.07 i 3325)              | 3307.02 | Electroacústica (vegeu 2201 i 3325.01)                                  |
| 3307 Tecnologia electrònica (vegeu 2202, 2203. 3311.07 i 3325)              | 3307.03 | Disseny de circuits (vegeu 2203.01, 2203.02 i 2203.07)                  |
| 3307 Tecnologia electrònica (vegeu 2202, 2203. 3311.07 i 3325)              | 3307.04 | Transductors electroacústics                                            |
| 3307 Tecnologia electrònica (vegeu 2202, 2203. 3311.07 i 3325)              | 3307.05 | Vàlvules electròniques (vegeu 2203.03)                                  |
| 3307 Tecnologia electrònica (vegeu 2202, 2203. 3311.07 i 3325)              | 3307.06 | Disseny de filtres                                                      |
| 3307 Tecnologia electrònica (vegeu 2202, 2203. 3311.07 i 3325)              | 3307.07 | Dispositius làser (vegeu 2209.10)                                       |
| 3307 Tecnologia electrònica (vegeu 2202, 2203. 3311.07 i 3325)              | 3307.08 | Dispositius de microones (vegeu 2202.10 i 3325.04)                      |
| 3307 Tecnologia electrònica (vegeu 2202, 2203. 3311.07 i 3325)              | 3307.09 | Dispositius fotoelèctrics (vegeu 2203.08)                               |
| 3307 Tecnologia electrònica (vegeu 2202, 2203. 3311.07 i 3325)              | 3307.10 | Radar                                                                   |
| 3307 Tecnologia electrònica (vegeu 2202, 2203. 3311.07 i 3325)              | 3307.11 | Receptors de ràdio (vegeu 3325.05)                                      |
| 3307 Tecnologia electrònica (vegeu 2202, 2203. 3311.07 i 3325)              | 3307.12 | Transmissors de ràdio (vegeu 3325.05)                                   |
| 3307 Tecnologia electrònica (vegeu 2202, 2203. 3311.07 i 3325)              | 3307.13 | Dispositius de gravació                                                 |
| 3307 Tecnologia electrònica (vegeu 2202, 2203. 3311.07 i 3325)              | 3307.14 | Dispositius semiconductors (vegeu 2211.25)                              |
| 3307 Tecnologia electrònica (vegeu 2202, 2203. 3311.07 i 3325)              | 3307.15 | Dispositius de sonar (vegeu 2201.07)                                    |
| 3307 Tecnologia electrònica (vegeu 2202, 2203. 3311.07 i 3325)              | 3307.16 | Dispositius sònics                                                      |
| 3307 Tecnologia electrònica (vegeu 2202, 2203. 3311.07 i 3325)              | 3307.17 | Dispositius termoelèctrics                                              |
| 3307 Tecnologia electrònica (vegeu 2202, 2203. 3311.07 i 3325)              | 3307.18 | Dispositius termoiònics                                                 |
| 3307 Tecnologia electrònica (vegeu 2202, 2203. 3311.07 i 3325)              | 3307.19 | Transistors (vegeu 2211)                                                |
| 3307 Tecnologia electrònica (vegeu 2202, 2203. 3311.07 i 3325)              | 3307.20 | Emissors de TV (transmissors)                                           |
| 3307 Tecnologia electrònica (vegeu 2202, 2203. 3311.07 i 3325)              | 3307.21 | Receptors de TV                                                         |
| 3307 Tecnologia electrònica (vegeu 2202, 2203. 3311.07 i 3325)              | 3307.22 | Dispositius ultrasònics (vegeu 2201.09)                                 |
| 3307 Tecnologia electrònica (vegeu 2202, 2203. 3311.07 i 3325)              | 3307.23 | Dispositius de raigs X (vegeu 2202.12)                                  |
| 3307 Tecnologia electrònica (vegeu 2202, 2203. 3311.07 i 3325)              | 3307.99 | Altres (especifiqueu)                                                   |
| 3308 Tecnologia del medi ambient                                            | 3308.01 | Control de la contaminació de l'aire (vegeu 2509.02)                    |
| 3308 Tecnologia del medi ambient                                            | 3308.02 | Residus industrials                                                     |
| 3308 Tecnologia del medi ambient                                            | 3308.03 | Tecnologies del control d'insectes (vegeu 2413.02 i 3301.07)            |
| 3308 Tecnologia del medi ambient                                            | 3308.04 | Enginyeria de la contaminació                                           |
| 3308 Tecnologia del medi ambient                                            | 3308.05 | Eliminació de residus radioactius                                       |
| 3308 Tecnologia del medi ambient                                            | 3308.06 | Reciclatge de l'aigua (vegeu 2508.11)                                   |
| 3308 Tecnologia del medi ambient                                            | 3308.07 | Eliminació de residus                                                   |
| 3308 Tecnologia del medi ambient                                            | 3308.08 | Tecnologies de control de rosegadors                                    |
| 3308 Tecnologia del medi ambient                                            | 3308.09 | Enginyeria sanitària (vegeu 3305.30)                                    |
| 3308 Tecnologia del medi ambient                                            | 3308.10 | Tecnologies de les aigües residuals (vegeu 3305.29)                     |
| 3308 Tecnologia del medi ambient                                            | 3308.11 | Control de la contaminació de l'aigua (vegeu 3305.30 i 2508.11)         |
| 3308 Tecnologia del medi ambient                                            | 3308.99 | Altres (especifiqueu)                                                   |
| 3309 Tecnologia dels aliments (vegeu 3302 i 3206)                           | 3309.01 | Begudes alcohòliques (vegeu 3302.02 i 6113.01)                          |
| 3309 Tecnologia dels aliments (vegeu 3302 i 3206)                           | 3309.02 | Menjar per animals (vegeu 3104.06)                                      |
| 3309 Tecnologia dels aliments (vegeu 3302 i 3206)                           | 3309.03 | Antioxidants als aliments                                               |
| 3309 Tecnologia dels aliments (vegeu 3302 i 3206)                           | 3309.04 | Panificació                                                             |
| 3309 Tecnologia dels aliments (vegeu 3302 i 3206)                           | 3309.05 | Elaboració de cervesa (vegeu 3302.02)                                   |
| 3309 Tecnologia dels aliments (vegeu 3302 i 3206)                           | 3309.06 | Conserves                                                               |
| 3309 Tecnologia dels aliments (vegeu 3302 i 3206)                           | 3309.07 | Productes de cereals                                                    |
| 3309 Tecnologia dels aliments (vegeu 3302 i 3206)                           | 3309.08 | Colorants (vegeu 2306.08)                                               |
| 3309 Tecnologia dels aliments (vegeu 3302 i 3206)                           | 3309.09 | Productes lactis                                                        |
| 3309 Tecnologia dels aliments (vegeu 3302 i 3206)                           | 3309.10 | Potenciació del sabor                                                   |
| 3309 Tecnologia dels aliments (vegeu 3302 i 3206)                           | 3309.11 | Fabricació de farina (vegeu 3328.24)                                    |
| 3309 Tecnologia dels aliments (vegeu 3302 i 3206)                           | 3309.12 | Additius alimentaris                                                    |
| 3309 Tecnologia dels aliments (vegeu 3302 i 3206)                           | 3309.13 | Conservació d'aliments                                                  |
| 3309 Tecnologia dels aliments (vegeu 3302 i 3206)                           | 3309.14 | Elaboració d'aliments                                                   |
| 3309 Tecnologia dels aliments (vegeu 3302 i 3206)                           | 3309.15 | Higiene i salubritat dels aliments                                      |
| 3309 Tecnologia dels aliments (vegeu 3302 i 3206)                           | 3309.16 | Assecat per congelació (vegeu 3328.14)                                  |
| 3309 Tecnologia dels aliments (vegeu 3302 i 3206)                           | 3309.17 | Liofilització                                                           |
| 3309 Tecnologia dels aliments (vegeu 3302 i 3206)                           | 3309.18 | Begudes no alcohòliques                                                 |
| 3309 Tecnologia dels aliments (vegeu 3302 i 3206)                           | 3309.19 | Pasteurització                                                          |
| 3309 Tecnologia dels aliments (vegeu 3302 i 3206)                           | 3309.20 | Propietats dels aliments                                                |
| 3309 Tecnologia dels aliments (vegeu 3302 i 3206)                           | 3309.21 | Aliments proteics (vegeu 2302.27)                                       |
| 3309 Tecnologia dels aliments (vegeu 3302 i 3206)                           | 3309.22 | Refrigeració (vegeu 3313.26 i 3328.26)                                  |
| 3309 Tecnologia dels aliments (vegeu 3302 i 3206)                           | 3309.23 | Estabilitzadors                                                         |
| 3309 Tecnologia dels aliments (vegeu 3302 i 3206)                           | 3309.24 | Midó (vegeu 2302.28)                                                    |
| 3309 Tecnologia dels aliments (vegeu 3302 i 3206)                           | 3309.25 | Esterilització dels aliments                                            |
| 3309 Tecnologia dels aliments (vegeu 3302 i 3206)                           | 3309.26 | Sucre vegeu 2302.14)                                                    |
| 3309 Tecnologia dels aliments (vegeu 3302 i 3206)                           | 3309.27 | Aliments sintètics                                                      |
| 3309 Tecnologia dels aliments (vegeu 3302 i 3206)                           | 3309.28 | Olis i greixos vegetals (vegeu 2302.18)                                 |
| 3309 Tecnologia dels aliments (vegeu 3302 i 3206)                           | 3309.29 | Vi (vegeu 3302.02)                                                      |
| 3309 Tecnologia dels aliments (vegeu 3302 i 3206)                           | 3309.99 | Altres (especifiqueu)                                                   |
| 3310 Enginyeria industrial (vegeu 5311)                                     | 3310.01 | Equips industrials (vegeu 3313.12)                                      |
| 3310 Enginyeria industrial (vegeu 5311)                                     | 3310.02 | Maquinària industrial                                                   |
| 3310 Enginyeria industrial (vegeu 5311)                                     | 3310.03 | Processos industrials                                                   |
| 3310 Enginyeria industrial (vegeu 5311)                                     | 3310.04 | Enginyeria de manteniment (vegeu 2211.30)                               |
| 3310 Enginyeria industrial (vegeu 5311)                                     | 3310.05 | Enginyeria de processos                                                 |
| 3310 Enginyeria industrial (vegeu 5311)                                     | 3310.06 | Especificacions de processos                                            |
| 3310 Enginyeria industrial (vegeu 5311)                                     | 3310.07 | Estudi de temps i moviments (vegeu 5311.09)                             |
| 3310 Enginyeria industrial (vegeu 5311)                                     | 3310.99 | Altres (especifiqueu)                                                   |
| 3311 Tecnologia de la instrumentació                                        | 3311.01 | Tecnologia de l'automatització                                          |
| 3311 Tecnologia de la instrumentació                                        | 3311.02 | Enginyeria de control                                                   |
| 3311 Tecnologia de la instrumentació                                        | 3311.03 | Instruments per l'odontologia (vegeu 3213.13)                           |
| 3311 Tecnologia de la instrumentació                                        | 3311.04 | Dispositius electroòptics                                               |
| 3311 Tecnologia de la instrumentació                                        | 3311.05 | Equips elèctrics de test                                                |
| 3311 Tecnologia de la instrumentació                                        | 3311.06 | Instruments elèctrics                                                   |
| 3311 Tecnologia de la instrumentació                                        | 3311.07 | Instruments electrònics (vegeu 3307)                                    |
| 3311 Tecnologia de la instrumentació                                        | 3311.08 | Equips de laboratori                                                    |
| 3311 Tecnologia de la instrumentació                                        | 3311.09 | Lents                                                                   |
| 3311 Tecnologia de la instrumentació                                        | 3311.10 | Instruments mèdics (vegeu 3213 i 3314)                                  |
| 3311 Tecnologia de la instrumentació                                        | 3311.11 | Instruments òptics (vegeu 2103 i 2209)                                  |
| 3311 Tecnologia de la instrumentació                                        | 3311.12 | Equips de fotografia i cinematografia (vegeu 2209.06, 3325.03, 6203.08) |
| 3311 Tecnologia de la instrumentació                                        | 3311.13 | Aparells científics                                                     |
| 3311 Tecnologia de la instrumentació                                        | 3311.14 | Servomecanismes                                                         |
| 3311 Tecnologia de la instrumentació                                        | 3311.15 | Tècniques de manipulació a distància                                    |
| 3311 Tecnologia de la instrumentació                                        | 3311.16 | Instruments de mesura de la temperatura (vegeu 2213.08)                 |
| 3311 Tecnologia de la instrumentació                                        | 3311.17 | Equips de test                                                          |
| 3311 Tecnologia de la instrumentació                                        | 3311.18 | Instruments termoestàtics                                               |
| 3311 Tecnologia de la instrumentació                                        | 3311.19 | Dispositius de cronometratge                                            |
| 3311 Tecnologia de la instrumentació                                        | 3311.99 | Altres (especifiqueu)                                                   |
| 3312 Tecnologia dels materials                                              | 3312.01 | Abrasius                                                                |
| 3312 Tecnologia dels materials                                              | 3312.02 | Ciments                                                                 |
| 3312 Tecnologia dels materials                                              | 3312.03 | Ceràmics                                                                |
| 3312 Tecnologia dels materials                                              | 3312.04 | Metall-ceràmics                                                         |
| 3312 Tecnologia dels materials                                              | 3312.05 | Productes d'argila                                                      |
| 3312 Tecnologia dels materials                                              | 3312.06 | Vidre                                                                   |
| 3312 Tecnologia dels materials                                              | 3312.07 | Calcària                                                                |
| 3312 Tecnologia dels materials                                              | 3312.08 | Propietats dels materials                                               |
| 3312 Tecnologia dels materials                                              | 3312.09 | Resistència dels materials                                              |
| 3312 Tecnologia dels materials                                              | 3312.10 | Plàstics (vegeu 2304)                                                   |
| 3312 Tecnologia dels materials                                              | 3312.11 | Refractaris (vegeu 3315.17)                                             |
| 3312 Tecnologia dels materials                                              | 3312.12 | Test de materials                                                       |
| 3312 Tecnologia dels materials                                              | 3312.13 | Tecnologia de la fusta (vegeu 3106 i 3305.39)                           |
| 3312 Tecnologia dels materials                                              | 3312.99 | Altres (especifiqueu)                                                   |
| 3313 Enginyeria mecànica                                                    | 3313.01 | Ventiladors                                                             |
| 3313 Enginyeria mecànica                                                    | 3313.02 | Compressors d'aire (vegeu 3328.04)                                      |
| 3313 Enginyeria mecànica                                                    | 3313.03 | Coixinets                                                               |
| 3313 Enginyeria mecànica                                                    | 3313.04 | Equips per a la construcció (vegeu 3305)                                |
| 3313 Enginyeria mecànica                                                    | 3313.05 | Matrius, plantilles i patrons                                           |
| 3313 Enginyeria mecànica                                                    | 3313.06 | Maquinària per l'agricultura i la ramaderia (vegeu 3102.01 i 3102.04)   |
| 3313 Enginyeria mecànica                                                    | 3313.07 | Maquinària per la indústria alimentària (vegeu 3309)                    |
| 3313 Enginyeria mecànica                                                    | 3313.08 | Motors de gas                                                           |
| 3313 Enginyeria mecànica                                                    | 3313.09 | Engranatges                                                             |
| 3313 Enginyeria mecànica                                                    | 3313.10 | Equips de calefacció (vegeu 3328.16)                                    |
| 3313 Enginyeria mecànica                                                    | 3313.11 | Maquinària hidràulica (vegeu 3305.15)                                   |
| 3313 Enginyeria mecànica                                                    | 3313.12 | Maquinària i equips industrials (vegeu 3310.01 i 3310.02)               |
| 3313 Enginyeria mecànica                                                    | 3313.13 | Motors de combustió interna (general)                                   |
| 3313 Enginyeria mecànica                                                    | 3313.14 | Màquines eina i accessoris                                              |
| 3313 Enginyeria mecànica                                                    | 3313.15 | Disseny de màquines                                                     |
| 3313 Enginyeria mecànica                                                    | 3313.16 | Maquinària per a la manipulació de materials (vegeu 3328.15)            |
| 3313 Enginyeria mecànica                                                    | 3313.17 | Aplicacions mecanitzades                                                |
| 3313 Enginyeria mecànica                                                    | 3313.18 | Maquinària per a la mineria (vegeu 3318)                                |
| 3313 Enginyeria mecànica                                                    | 3313.19 | Maquinària nuclear (vegeu 3320)                                         |
| 3313 Enginyeria mecànica                                                    | 3313.20 | Maquinària per a la fabricació de paper                                 |
| 3313 Enginyeria mecànica                                                    | 3313.21 | Maquinària per l'extracció de petroli (vegeu 3321)                      |
| 3313 Enginyeria mecànica                                                    | 3313.22 | Equips pneumàtics                                                       |
| 3313 Enginyeria mecànica                                                    | 3313.23 | Equips mecànics de transmissió de potència (vegeu 3322.04)              |
| 3313 Enginyeria mecànica                                                    | 3313.24 | Maquinària d'impressió i reprografia                                    |
| 3313 Enginyeria mecànica                                                    | 3313.25 | Bombes i equips per a la manipulació de líquids                         |
| 3313 Enginyeria mecànica                                                    | 3313.26 | Equips de refrigeració (vegeu 3309.22 i 3328.11)                        |
| 3313 Enginyeria mecànica                                                    | 3313.27 | Maquinària industrial especialitzada                                    |
| 3313 Enginyeria mecànica                                                    | 3313.28 | Màquines de vapor                                                       |
| 3313 Enginyeria mecànica                                                    | 3313.29 | Maquinària tèxtil (vegeu 3326)                                          |
| 3313 Enginyeria mecànica                                                    | 3313.30 | Turbines                                                                |
| 3313 Enginyeria mecànica                                                    | 3313.31 | Màquines expenedores i distribuïdores                                   |
| 3313 Enginyeria mecànica                                                    | 3313.99 | Altres (especifiqueu)                                                   |
| 3314 Tecnologia mèdica (vegeu 3311.10)                                      | 3314.01 | Òrgans artificials                                                      |
| 3314 Tecnologia mèdica (vegeu 3311.10)                                      | 3314.02 | Pròtesis                                                                |
| 3314 Tecnologia mèdica (vegeu 3311.10)                                      | 3314.99 | Altres (especifiqueu)                                                   |
| 3315 Metal·lúrgia                                                           | 3315.01 | Alumini                                                                 |
| 3315 Metal·lúrgia                                                           | 3315.02 | Coure                                                                   |
| 3315 Metal·lúrgia                                                           | 3315.03 | Productes electrometal·lúrgics                                          |
| 3315 Metal·lúrgia                                                           | 3315.04 | Foneria (general)                                                       |
| 3315 Metal·lúrgia                                                           | 3315.05 | Plantes de fabricació de ferro i acer, foneries i forges                |
| 3315 Metal·lúrgia                                                           | 3315.06 | Plom i Zinc                                                             |
| 3315 Metal·lúrgia                                                           | 3315.07 | Productes metal·lúrgics especials                                       |
| 3315 Metal·lúrgia                                                           | 3315.08 | Serveis metal·lúrgics                                                   |
| 3315 Metal·lúrgia                                                           | 3315.09 | Foneria, refinat i transformació de materials no ferris                 |
| 3315 Metal·lúrgia                                                           | 3315.10 | Foneries no fèrries                                                     |
| 3315 Metal·lúrgia                                                           | 3315.11 | Pulvimetal·lúrgia                                                       |
| 3315 Metal·lúrgia                                                           | 3315.12 | Metalls preciosos                                                       |
| 3315 Metal·lúrgia                                                           | 3315.13 | Foneria de precisió                                                     |
| 3315 Metal·lúrgia                                                           | 3315.14 | Metalls radioactius                                                     |
| 3315 Metal·lúrgia                                                           | 3315.15 | Metalls rars                                                            |
| 3315 Metal·lúrgia                                                           | 3315.16 | Refinat, inclòs el refinat per zones                                    |
| 3315 Metal·lúrgia                                                           | 3315.17 | Metalls refractaris (vegeu 3312.11)                                     |
| 3315 Metal·lúrgia                                                           | 3315.99 | Altres (especifiqueu)                                                   |
| 3316 Tecnologia dels metalls                                                | 3316.01 | Autoclaus i calderes (vegeu 33.16.10)                                   |
| 3316 Tecnologia dels metalls                                                | 3316.02 | Envasaments i contenidors                                               |
| 3316 Tecnologia dels metalls                                                | 3316.03 | Equip de destil·lació (vegeu 3328.07)                                   |
| 3316 Tecnologia dels metalls                                                | 3316.04 | Productes galvanitzats i xapats (vegeu 2210.05)                         |
| 3316 Tecnologia dels metalls                                                | 3316.05 | Forns, calderes i estufes                                               |
| 3316 Tecnologia dels metalls                                                | 3316.06 | Ferreteria                                                              |
| 3316 Tecnologia dels metalls                                                | 3316.07 | Productes tornejats i mecanitzats                                       |
| 3316 Tecnologia dels metalls                                                | 3316.08 | Serveis de fabricació de productes metàl·lics                           |
| 3316 Tecnologia dels metalls                                                | 3316.09 | Tubs, vàlvules i accessoris de muntatge (vegeu 3328.20)                 |
| 3316 Tecnologia dels metalls                                                | 3316.10 | Atuells de pressió (vegeu 3316.01)                                      |
| 3316 Tecnologia dels metalls                                                | 3316.11 | Productes metàl·lics plans                                              |
| 3316 Tecnologia dels metalls                                                | 3316.12 | Productes estampats                                                     |
| 3316 Tecnologia dels metalls                                                | 3316.13 | Productes d'acer per estructures                                        |
| 3316 Tecnologia dels metalls                                                | 3316.14 | Soldadures                                                              |
| 3316 Tecnologia dels metalls                                                | 3316.15 | Productes en forma de fil                                               |
| 3316 Tecnologia dels metalls                                                | 3316.99 | Altres (especifiqueu)                                                   |
| 3317 Tecnologia dels vehicles a motor                                       | 3317.01 | Vehicles tot terreny                                                    |
| 3317 Tecnologia dels vehicles a motor                                       | 3317.02 | Automòbils                                                              |
| 3317 Tecnologia dels vehicles a motor                                       | 3317.03 | Autobusos, camions i remolcs                                            |
| 3317 Tecnologia dels vehicles a motor                                       | 3317.04 | Motors dièsel (vegeu 3313.13)                                           |
| 3317 Tecnologia dels vehicles a motor                                       | 3317.05 | Motocicletes                                                            |
| 3317 Tecnologia dels vehicles a motor                                       | 3317.06 | Serveis de manteniment dels transports a motor                          |
| 3317 Tecnologia dels vehicles a motor                                       | 3317.07 | Accessoris i recanvis                                                   |
| 3317 Tecnologia dels vehicles a motor                                       | 3317.08 | Motors d'explosió (vegeu 3313.13)                                       |
| 3317 Tecnologia dels vehicles a motor                                       | 3317.09 | Motors rotatoris (vegeu 3313.13)                                        |
| 3317 Tecnologia dels vehicles a motor                                       | 3317.10 | Enginyeria del trànsit (vegeu 3305.13 i 3327.02)                        |
| 3317 Tecnologia dels vehicles a motor                                       | 3317.99 | Altres (especifiqueu)                                                   |
| 3318 Tecnologia de la mineria (vegeu 3313.18 i 5312.09)                     | 3318.01 | Mineria del carbó (vegeu 2506.02 i 3321.02)                             |
| 3318 Tecnologia de la mineria (vegeu 3313.18 i 5312.09)                     | 3318.02 | Concentració de menes (vegeu 3328.11)                                   |
| 3318 Tecnologia de la mineria (vegeu 3313.18 i 5312.09)                     | 3318.03 | Menes de ferro                                                          |
| 3318 Tecnologia de la mineria (vegeu 3313.18 i 5312.09)                     | 3318.04 | Serveis de la mineria                                                   |
| 3318 Tecnologia de la mineria (vegeu 3313.18 i 5312.09)                     | 3318.05 | Menes metàl·liques no fèrries                                           |
| 3318 Tecnologia de la mineria (vegeu 3313.18 i 5312.09)                     | 3318.06 | Minerals no metàl·lics                                                  |
| 3318 Tecnologia de la mineria (vegeu 3313.18 i 5312.09)                     | 3318.07 | Productes de les pedreres                                               |
| 3318 Tecnologia de la mineria (vegeu 3313.18 i 5312.09)                     | 3318.08 | Sulfurs                                                                 |
| 3318 Tecnologia de la mineria (vegeu 3313.18 i 5312.09)                     | 3318.09 | Urani i menes radioactives                                              |
| 3318 Tecnologia de la mineria (vegeu 3313.18 i 5312.09)                     | 3318.99 | Altres (especifiqueu)                                                   |
| 3319 Tecnologia naval (vegeu 3313.18 i 5312.09)                             | 3319.01 | Dispositius aerolliscadors (vegeu 3301.07)                              |
| 3319 Tecnologia naval (vegeu 3313.18 i 5312.09)                             | 3319.02 | Embarcacions                                                            |
| 3319 Tecnologia naval (vegeu 3313.18 i 5312.09)                             | 3319.03 | Naus per vies d'aigua interiors                                         |
| 3319 Tecnologia naval (vegeu 3313.18 i 5312.09)                             | 3319.04 | Màquines auxiliars                                                      |
| 3319 Tecnologia naval (vegeu 3313.18 i 5312.09)                             | 3319.05 | Motors marins                                                           |
| 3319 Tecnologia naval (vegeu 3313.18 i 5312.09)                             | 3319.06 | Transport marítim                                                       |
| 3319 Tecnologia naval (vegeu 3313.18 i 5312.09)                             | 3319.07 | Vaixells mercants                                                       |
| 3319 Tecnologia naval (vegeu 3313.18 i 5312.09)                             | 3319.08 | Arquitectura naval                                                      |
| 3319 Tecnologia naval (vegeu 3313.18 i 5312.09)                             | 3319.09 | Transport oceànic (vegeu 3319.06)                                       |
| 3319 Tecnologia naval (vegeu 3313.18 i 5312.09)                             | 3319.10 | Hèlices                                                                 |
| 3319 Tecnologia naval (vegeu 3313.18 i 5312.09)                             | 3319.11 | Arbres de transmissió                                                   |
| 3319 Tecnologia naval (vegeu 3313.18 i 5312.09)                             | 3319.12 | Construcció naval                                                       |
| 3319 Tecnologia naval (vegeu 3313.18 i 5312.09)                             | 3319.13 | Vehicles submarins (vegeu 5603.04)                                      |
| 3319 Tecnologia naval (vegeu 3313.18 i 5312.09)                             | 3319.99 | Altres (especifiqueu)                                                   |
| 3320 Tecnologia nuclear (vegeu 2207 i 3313.19)                              | 3320.01 | Aplicacions dels isòtops (vegeu 2207.13, 2207.20 i 3328.12)             |
| 3320 Tecnologia nuclear (vegeu 2207 i 3313.19)                              | 3320.02 | Separació d'isòtops                                                     |
| 3320 Tecnologia nuclear (vegeu 2207 i 3313.19)                              | 3320.03 | Explosions nuclears                                                     |
| 3320 Tecnologia nuclear (vegeu 2207 i 3313.19)                              | 3320.04 | Reactors de fissió nuclear (vegeu 2207.18)                              |
| 3320 Tecnologia nuclear (vegeu 2207 i 3313.19)                              | 3320.05 | Reactors de fusió nuclear (vegeu 2208.03)                               |
| 3320 Tecnologia nuclear (vegeu 2207 i 3313.19)                              | 3320.06 | Proves nuclears                                                         |
| 3320 Tecnologia nuclear (vegeu 2207 i 3313.19)                              | 3320.99 | Altres (especifiqueu)                                                   |
| 3321 Tecnologia del carbó i del petroli (vegeu 2506.02, 2506.12 i 3313.21)  | 3321.01 | Materials asfàltics                                                     |
| 3321 Tecnologia del carbó i del petroli (vegeu 2506.02, 2506.12 i 3313.21)  | 3321.02 | Productes químics derivats del carbó (vegeu 3318.01)                    |
| 3321 Tecnologia del carbó i del petroli (vegeu 2506.02, 2506.12 i 3313.21)  | 3321.03 | Petroli cru                                                             |
| 3321 Tecnologia del carbó i del petroli (vegeu 2506.02, 2506.12 i 3313.21)  | 3321.04 | Gasoductes                                                              |
| 3321 Tecnologia del carbó i del petroli (vegeu 2506.02, 2506.12 i 3313.21)  | 3321.05 | Gasos liquats                                                           |
| 3321 Tecnologia del carbó i del petroli (vegeu 2506.02, 2506.12 i 3313.21)  | 3321.06 | Olis i greixos lubricants                                               |
| 3321 Tecnologia del carbó i del petroli (vegeu 2506.02, 2506.12 i 3313.21)  | 3321.07 | Gas natural                                                             |
| 3321 Tecnologia del carbó i del petroli (vegeu 2506.02, 2506.12 i 3313.21)  | 3321.08 | Equips per camps petrolífers                                            |
| 3321 Tecnologia del carbó i del petroli (vegeu 2506.02, 2506.12 i 3313.21)  | 3321.09 | Serveis dels camps petrolífers                                          |
| 3321 Tecnologia del carbó i del petroli (vegeu 2506.02, 2506.12 i 3313.21)  | 3321.10 | Oleoductes                                                              |
| 3321 Tecnologia del carbó i del petroli (vegeu 2506.02, 2506.12 i 3313.21)  | 3321.11 | Productes petroquímics                                                  |
| 3321 Tecnologia del carbó i del petroli (vegeu 2506.02, 2506.12 i 3313.21)  | 3321.12 | Productes del petroli: benzina, olis i ceres                            |
| 3321 Tecnologia del carbó i del petroli (vegeu 2506.02, 2506.12 i 3313.21)  | 3321.13 | Disseny de refineries                                                   |
| 3321 Tecnologia del carbó i del petroli (vegeu 2506.02, 2506.12 i 3313.21)  | 3321.14 | Emmagatzematge (petroli i gas)                                          |
| 3321 Tecnologia del carbó i del petroli (vegeu 2506.02, 2506.12 i 3313.21)  | 3321.99 | Altres (especifiqueu)                                                   |
| 3322 Tecnologia energètica (vegeu 2212.03 i 5312.05)                        | 3322.01 | Distribució d'energia                                                   |
| 3322 Tecnologia energètica (vegeu 2212.03 i 5312.05)                        | 3322.02 | Generació d'energia                                                     |
| 3322 Tecnologia energètica (vegeu 2212.03 i 5312.05)                        | 3322.03 | Generadors d'energia                                                    |
| 3322 Tecnologia energètica (vegeu 2212.03 i 5312.05)                        | 3322.04 | Transmissió d'energia (vegeu 3313.23)                                   |
| 3322 Tecnologia energètica (vegeu 2212.03 i 5312.05)                        | 3322.05 | Fonts no convencionals d'energia (vegeu 2106.01 i 2506.08)              |
| 3322 Tecnologia energètica (vegeu 2212.03 i 5312.05)                        | 3322.99 | Altres (especifiqueu)                                                   |
| 3323 Tecnologia ferroviària (vegeu 3305.27)                                 | 3323.01 | Locomotores                                                             |
| 3323 Tecnologia ferroviària (vegeu 3305.27)                                 | 3323.02 | Equipaments ferroviaris                                                 |
| 3323 Tecnologia ferroviària (vegeu 3305.27)                                 | 3323.03 | Serveis ferroviaris                                                     |
| 3323 Tecnologia ferroviària (vegeu 3305.27)                                 | 3323.04 | Enllaços ràpids                                                         |
| 3323 Tecnologia ferroviària (vegeu 3305.27)                                 | 3323.05 | Material rodant                                                         |
| 3323 Tecnologia ferroviària (vegeu 3305.27)                                 | 3323.99 | Altres (especifiqueu)                                                   |
| 3324 Tecnologia de l'espai (vegeu 2512 i 5603.03)                           | 3324.01 | Satèl·lits artificials (vegeu 2504.07, 2509.16 i 3325.06)               |
| 3324 Tecnologia de l'espai (vegeu 2512 i 5603.03)                           | 3324.02 | Llançament i recuperació de míssils                                     |
| 3324 Tecnologia de l'espai (vegeu 2512 i 5603.03)                           | 3324.03 | Instal·lacions de míssils                                               |
| 3324 Tecnologia de l'espai (vegeu 2512 i 5603.03)                           | 3324.04 | Motors coet                                                             |
| 3324 Tecnologia de l'espai (vegeu 2512 i 5603.03)                           | 3324.05 | Naus espacials                                                          |
| 3324 Tecnologia de l'espai (vegeu 2512 i 5603.03)                           | 3324.06 | Seguiment espacial                                                      |
| 3324 Tecnologia de l'espai (vegeu 2512 i 5603.03)                           | 3324.07 | Control de vehicles                                                     |
| 3324 Tecnologia de l'espai (vegeu 2512 i 5603.03)                           | 3324.99 | Altres (especifiqueu)                                                   |
| 3325 Tecnologia de les telecomunicacions (vegeu 2202, 2203, 3307 i 5312.12) | 3325.01 | Satèl·lits artificials (vegeu 2504.07, 2509.16 i 3325.06)               |
| 3325 Tecnologia de les telecomunicacions (vegeu 2202, 2203, 3307 i 5312.12) | 3325.02 | Radiodifusió, so i televisió (vegeu 3307.02)                            |
| 3325 Tecnologia de les telecomunicacions (vegeu 2202, 2203, 3307 i 5312.12) | 3325.03 | Televisió per cable                                                     |
| 3325 Tecnologia de les telecomunicacions (vegeu 2202, 2203, 3307 i 5312.12) | 3325.04 | Cinematografia (vegeu 2209.02, 3311.12 i 6203.01)                       |
| 3325 Tecnologia de les telecomunicacions (vegeu 2202, 2203, 3307 i 5312.12) | 3325.05 | Enllaços per microones (vegeu 3307.08)                                  |
| 3325 Tecnologia de les telecomunicacions (vegeu 2202, 2203, 3307 i 5312.12) | 3325.06 | Comunicacions per ràdio (vegeu 3307.11 i 3307.12)                       |
| 3325 Tecnologia de les telecomunicacions (vegeu 2202, 2203, 3307 i 5312.12) | 3325.07 | Comunicacions por satèl·lit (vegeu 3324.01)                             |
| 3325 Tecnologia de les telecomunicacions (vegeu 2202, 2203, 3307 i 5312.12) | 3325.08 | Telègraf                                                                |
| 3325 Tecnologia de les telecomunicacions (vegeu 2202, 2203, 3307 i 5312.12) | 3325.09 | Telèfon                                                                 |
| 3325 Tecnologia de les telecomunicacions (vegeu 2202, 2203, 3307 i 5312.12) | 3325.10 | Televisió (vegeu 3307.20 i 3307.21)                                     |
| 3325 Tecnologia de les telecomunicacions (vegeu 2202, 2203, 3307 i 5312.12) | 3325.99 | Altres (especifiqueu)                                                   |
| 3326 Tecnologia tèxtil (vegeu 3313.29)                                      | 3326.01 | Cotó                                                                    |
| 3326 Tecnologia tèxtil (vegeu 3313.29)                                      | 3326.02 | Lli                                                                     |
| 3326 Tecnologia tèxtil (vegeu 3313.29)                                      | 3326.03 | Jute                                                                    |
| 3326 Tecnologia tèxtil (vegeu 3313.29)                                      | 3326.04 | Filatura                                                                |
| 3326 Tecnologia tèxtil (vegeu 3313.29)                                      | 3326.05 | Fibres sintètiques (vegeu 2304.24)                                      |
| 3326 Tecnologia tèxtil (vegeu 3313.29)                                      | 3326.06 | Teixidoria                                                              |
| 3326 Tecnologia tèxtil (vegeu 3313.29)                                      | 3326.07 | Llana                                                                   |
| 3326 Tecnologia tèxtil (vegeu 3313.29)                                      | 3326.99 | Altres (especifiqueu)                                                   |
| 3327 Tecnologia dels sistemes de transport (vegeu 3329.07 i 5312.12)        | 3327.01 | Operacions de línies aèries i control del trànsit aeri                  |
| 3327 Tecnologia dels sistemes de transport (vegeu 3329.07 i 5312.12)        | 3327.02 | Anàlisi del trànsit (vegeu 3317.10)                                     |
| 3327 Tecnologia dels sistemes de transport (vegeu 3329.07 i 5312.12)        | 3327.03 | Sistemes de trànsit urbà (vegeu 3305.37 i 6201.03)                      |
| 3327 Tecnologia dels sistemes de transport (vegeu 3329.07 i 5312.12)        | 3327.04 | Combinació de sistemes                                                  |
| 3327 Tecnologia dels sistemes de transport (vegeu 3329.07 i 5312.12)        | 3327.99 | Altres (especifiqueu)                                                   |
| 3328 Processos tecnològics                                                  | 3328.01 | Absorció                                                                |
| 3328 Processos tecnològics                                                  | 3328.02 | Agitació                                                                |
| 3328 Processos tecnològics                                                  | 3328.03 | Centrifugació                                                           |
| 3328 Processos tecnològics                                                  | 3328.04 | Compressió (vegeu 3313.02)                                              |
| 3328 Processos tecnològics                                                  | 3328.05 | Cristal·lització                                                        |
| 3328 Processos tecnològics                                                  | 3328.06 | Desionització (vegeu 3303.08)                                           |
| 3328 Processos tecnològics                                                  | 3328.07 | Destil·lació i condensació (vegeu 3316.03)                              |
| 3328 Processos tecnològics                                                  | 3328.08 | Dessecació                                                              |
| 3328 Processos tecnològics                                                  | 3328.09 | Evaporació                                                              |
| 3328 Processos tecnològics                                                  | 3328.10 | Filtració                                                               |
| 3328 Processos tecnològics                                                  | 3328.11 | Flotació (vegeu 3318.02)                                                |
| 3328 Processos tecnològics                                                  | 3328.12 | Circulació a través de medis porosos                                    |
| 3328 Processos tecnològics                                                  | 3328.13 | Fluïdització de sòlids                                                  |
| 3328 Processos tecnològics                                                  | 3328.14 | Liofilització (vegeu 3309.16)                                           |
| 3328 Processos tecnològics                                                  | 3328.15 | Manipulació de sòlids (vegeu 3313.16)                                   |
| 3328 Processos tecnològics                                                  | 3328.16 | Transferència de calor (vegeu 3313.10)                                  |
| 3328 Processos tecnològics                                                  | 3328.17 | Extracció líquid-líquid                                                 |
| 3328 Processos tecnològics                                                  | 3328.18 | Transferència de massa                                                  |
| 3328 Processos tecnològics                                                  | 3328.19 | Mescla                                                                  |
| 3328 Processos tecnològics                                                  | 3328.20 | Tubs, vàlvules i accessoris de muntatge (vegeu 3316.09)                 |
| 3328 Processos tecnològics                                                  | 3328.21 | Bombament (vegeu 3313.25)                                               |
| 3328 Processos tecnològics                                                  | 3328.22 | Tamisatge                                                               |
| 3328 Processos tecnològics                                                  | 3328.23 | Sedimentació                                                            |
| 3328 Processos tecnològics                                                  | 3328.24 | Reducció de mida                                                        |
| 3328 Processos tecnològics                                                  | 3328.25 | Extracció sòlid-líquid                                                  |
| 3328 Processos tecnològics                                                  | 3328.26 | Refrigeració (vegeu 2213.06, 3309.22 i 3313.26)                         |
| 3328 Processos tecnològics                                                  | 3328.27 | Transferència vapor-líquid                                              |
| 3328 Processos tecnològics                                                  | 3328.99 | Altres (especifiqueu)                                                   |
| 3329 Planificació urbana                                                    | 3329.01 | Codis d'edificació (vegeu 3305.28)                                      |
| 3329 Planificació urbana                                                    | 3329.02 | Comunicacions                                                           |
| 3329 Planificació urbana                                                    | 3329.03 | Organització comunitària                                                |
| 3329 Planificació urbana                                                    | 3329.04 | Ús del sòl                                                              |
| 3329 Planificació urbana                                                    | 3329.05 | Desenvolupament regional                                                |
| 3329 Planificació urbana                                                    | 3329.06 | Serveis sanitaris                                                       |
| 3329 Planificació urbana                                                    | 3329.07 | Transport (vegeu 3327)                                                  |
| 3329 Planificació urbana                                                    | 3329.08 | Medi urbà                                                               |
| 3329 Planificació urbana                                                    | 3329.09 | Relacions urbanes-rurals (vegeu 6311.04 i 6311.06)                      |
| 3329 Planificació urbana                                                    | 3329.99 | Altres (especifiqueu)                                                   |
| 3399 Altres (especifiqueu)                                                  |         |                                                                         |